# Эрнандес, Жан-Франсуа
Жан-Франсуа Эрнандес (фр. Jean-François Hernandez; 23 апреля 1969, Тур) — французский футболист. Отец Лукаса и Тео Эрнандеса.

## Карьера
Родился во французском городе Тур в семье испанского происхождения. Воспитанник клуба «Тулуза», выступал во Франции за «Тулузу» и «Сошо», сыграв в сумме 177 матчей и забив 3 гола в Лиге 1, а сезон 1995/96 провёл в составе «Олимпик Марсель» в Лиге 2, вместе с которым вернулся в высшую лигу. С 1998 года Эрнандес выступал за испанские клубы «Компостела», «Райо Вальекано» и «Атлетико Мадрид».

## Личная жизнь
Эрнандес был женат дважды, у него два сына и дочь Лори. Сыновья — Лукас (р. 1996) и Тео (р. 1997) стали профессиональными футболистами и выступают за сборную Франции. Лукас был чемпионом мира 2018 года, а в 2022 году братья вместе выступали на чемпионате мира в Катаре, где заняли второе место.
Эрнандес покинул семью в 2004 году и долгое время о нём ничего не было известно. Согласно расследованию газеты «L’Équipe», опубликованному в 2022 году, бывший футболист около 18 лет проживал в Таиланде. Знакомые говорили, что он пытался восстановить контакт с сыновьями, но бывшая супруга не давала это сделать.